# Odontocera scabricollis
Odontocera scabricollis là một loài bọ cánh cứng trong họ Cerambycidae.